# Стюарт, Кэти
Кэти Стюарт (англ. Katie Stuart; род. 22 марта 1985, Ванкувер, Британская Колумбия) — канадская актриса и исполнительница трюков, наиболее известная благодаря ролям в фильмах «Люди Икс 2» и «Она — мужчина», а также телесериале «100».

## Биография
Кэти Стюарт родилась Ванкувере, Британская Колумбия. В детстве она посещала Ванкуверский молодёжный театр, где обучалась актёрскому мастерству.
Стюарт дебютировала на телевидении в 1996 году, снявшись в эпизоде сериала «Полтергейст: Наследие». В 1997 году она снялась в фильме «Заговорщики», триллере «Острота ощущений», эпизоде  сериала «Часовой». В 1997—1998 годах она снялась в двух эпизодах телесериала «Звёздные врата: SG-1», свграв роль Кассандры — одной из выживших представителей своей расы.
Также Стюарт играла в таких фильмах, как «Люди Икс 2», «Джинсы-талисман», «Она — мужчина», «Почти семнадцать» и других. В 2014—2016 годах она исполняла второстепенную роль Зоуи Монро в сериале «100».

## Избранная фильмография
| Год       |    | Русское название       | Оригинальное название                 | Роль                       |
| --------- | -- | ---------------------- | ------------------------------------- | -------------------------- |
| 1996      | с  | Полтергейст: Наследие  | Poltergeist: The Legacy               | Пэтти Грир                 |
| 1997      | с  | Часовой                | The Sentinel                          | Гвен Ангелони              |
| 1997      | тф | Острота ощущений       | Intensity                             | Чайна Шепард в детстве     |
| 1997—1998 | с  | Звёздные врата: SG-1   | Stargate SG-1                         | Кассандра                  |
| 1998      | с  | За гранью возможного   | The Outer Limits                      | Фиби                       |
| 1998—1999 | с  | Ворон: Лестница в небо | The Crow: Stairway to Heaven          | Сара Мор                   |
| 2003      | ф  | Люди Икс 2             | X2                                    | Китти Прайд                |
| 2004      | с  | Мёртвые, как я         | Dead Like Me                          | Джей Монтелеоне            |
| 2005      | ф  | Джинсы-талисман        | The Sisterhood of the Traveling Pants | соседка Джо по койке       |
| 2006      | ф  | Она — мужчина          | She’s the Man                         | Мария                      |
| 2009      | с  | Секс в другом городе   | The L Word                            | Мари                       |
| 2013      | с  | Сверхъестественное     | Supernatural                          | продавец магазина комиксов |
| 2014—2016 | с  | 100                    | The 100                               | Зоуи Монро                 |
| 2015      | с  | Мотив                  | Motive                                | Даниэль Рид                |
| 2015      | с  | Возвращённые           | The Returned                          | Эбби                       |
| 2016      | ф  | Почти семнадцать       | The Edge of Seventeen                 | Джинни                     |
| 2017      | с  | Зоо-апокалипсис        | Zoo                                   | Даника                     |
| 2018      | с  | Видоизменённый углерод | Altered Carbon                        | Видора                     |
| 2019      | с  | Стрела                 | Arrow                                 | Лиза Селуэй                |
| 2019      | с  | Зачарованные           | Charmed                               | доктор Кенвуд              |
| 2020      | с  | Нэнси Дрю              | Nancy Drew                            | Синди                      |
| 2020      | с  | Тайный орден           | The Order                             | подросток                  |
| 2020      | с  | 50 штатов страха       | 50 States of Fright                   | мать                       |